# Canada Water (Metropolitano de Londres)
Canada Water uma estação da linha Jubilee do Metrô de Londres e do London Overground, localizada em Canada Water, Sul de Londres. Ela leva o nome de Canada Water, um lago que foi criado a partir de uma antiga doca no Porto de Londres. Ela fica na Zona 2 do Travelcard. Os serviços do London Overground começaram em 27 de abril de 2010, como a extensão de substituição da histórica linha do Metrô.

## História
Canada Water foi originalmente planejada para ser uma parada na abortada extensão da linha Fleet para Thamesmead. A extensão nunca foi construída, mas Canada Water se tornou a única estação de extensão da linha Fleet projetada a ser realizada na extensão da linha Jubilee.
A estação é um edifício totalmente novo em um local abandonado anteriormente ocupado pela Albion Dock, parte das antigas Surrey Commercial Docks. A estação foi uma das primeiras projetadas para a extensão da linha Jubilee. O contrato para a construção da estação foi inicialmente concedido a George Wimpey em 1993 por £21,3 milhões e mais tarde foi assumido pela Tarmac. A construção começou em 1995. Ela provou ser extremamente desafiadora, exigindo a escavação (por cortar e cobrir) de um vazio de 150 m (490 pé) de comprimento, 23 m (75 pé) de largura e 22 m (72 pé) de profundidade. A construção da estação da East London line exigiu um slot separado em ângulos retos, 130 m (430 pé) de comprimento, 13 m (43 pé) de profundidade e largura afilada, incorporando um túnel ferroviário vitoriano.
Foi inaugurada em 19 de agosto de 1999, servida inicialmente por trens da linha East London. O serviço de passageiros da linha Jubilee da estação começou em 17 de setembro daquele ano.
Em 2012, foi usado como local de filmagem para parte do episódio piloto do drama de espionagem britânico-americano da BBC/Cinemax, Hunted (série de TV).